# Ana Maria Țicu
Ana Maria Țicu (n. Apipie, pe 23 februarie 1992, în Caracal) este o handbalistă din România care evoluează pe postul de coordonator de joc pentru clubul SCM Craiova. Între anii 2008 și 2013, Țicu a fost componentă a loturilor naționale de junioare și tineret ale României, pentru care înscris în total 108 goluri în 57 de meciuri. În martie 2013, ea a fost convocată de selecționerul Gheorghe Tadici în lotul lărgit al naționalei de senioare care a evoluat la Trofeul Carpați.
Țicu a început să joace handbal la CSȘ Caracal, apoi a evoluat în Grupa I a CNOE Râmnicu Vâlcea. În iunie 2011 ea s-a transferat la SCM Craiova. Alături de formația craioveană, Țicu a cucerit Cupa EHF ediția 2018.

## Palmares
- Liga Campionilor:
  - Calificări: 2019

- Cupa Cupelor:
  - Optimi: 2016

- Cupa EHF:
  -  Câștigătoare: 2018
  - Grupe: 2019
  - Turul 2: 2020

- Liga Națională:
  -  Medalie de argint: 2018

- Cupa României:
  -  Finalistă: 2017
  -  Medalie de bronz: 2015
  - Semifinalistă: 2014

- Supercupa României:
  -  Finalistă: 2017

- Campionatul Național de Junioare I
  -  Câștigătoare: 2009

- Campionatul Național de Junioare II
  -  Câștigătoare: 2008, 2009

## Statistică goluri și pase de gol
Conform Federației Române de Handbal, Federației Europene de Handbal și Federației Internaționale de Handbal:
| Sezon       | Echipă | Goluri |
| ----------- | ------ | ------ |
|             |        |        |
| 2011-12     |        |        |
| SCM Craiova |        |        |
|             |        |        |
| 2012-13     |        |        |
| SCM Craiova | 44     |        |
|             |        |        |
| 2013-14     |        |        |
| SCM Craiova | 30     |        |
|             |        |        |
| 2014-15     |        |        |
| SCM Craiova | 77     |        |
|             |        |        |
| 2015-16     |        |        |
| SCM Craiova | 14     |        |
|             |        |        |
| 2016-17     |        |        |
| SCM Craiova | 47     |        |
|             |        |        |
| 2017-18     |        |        |
| SCM Craiova | 85     |        |
|             |        |        |
| 2018-19     |        |        |
| SCM Craiova | 37     |        |
|             |        |        |
| 2019-20     |        |        |
| SCM Craiova | 90     |        |
|             |        |        |
| 2020-21     |        |        |
| SCM Craiova | 116    |        |
|             |        |        |
| 2021-22     |        |        |
| SCM Craiova | 36     |        |

| Sezon       | Echipă | Goluri |
| ----------- | ------ | ------ |
|             |        |        |
| 2013-14     |        |        |
| SCM Craiova |        |        |
|             |        |        |
| 2014-15     |        |        |
| SCM Craiova | 17     |        |
|             |        |        |
| 2015-16     |        |        |
| SCM Craiova | -      |        |
|             |        |        |
| 2016-17     |        |        |
| SCM Craiova | 9      |        |
|             |        |        |
| 2017-18     |        |        |
| SCM Craiova | 2      |        |
|             |        |        |
| 2018-19     |        |        |
| SCM Craiova | -      |        |
|             |        |        |
| 2019-20     |        |        |
| SCM Craiova | 9      |        |
|             |        |        |
| 2020-21     |        |        |
| SCM Craiova | 4      |        |

| Sezon       | Echipă | Goluri |
| ----------- | ------ | ------ |
|             |        |        |
| 2016-17     |        |        |
| SCM Craiova | 2      |        |

| Ediția           | Echipă | Goluri | Pase de gol |
| ---------------- | ------ | ------ | ----------- |
|                  |        |        |             |
| Serbia 2009      |        |        |             |
| România junioare | 16     | 15     |             |

| Ediția          | Echipă | Goluri | Pase de gol |
| --------------- | ------ | ------ | ----------- |
|                 |        |        |             |
| Olanda 2011     |        |        |             |
| România tineret | 16     | 2      |             |

| Ediția          | Echipă | Goluri | Pase de gol |
| --------------- | ------ | ------ | ----------- |
|                 |        |        |             |
| Cehia 2012      |        |        |             |
| România tineret | 17     | 2      |             |

| Ediția         | Echipă | Goluri | Pase de gol |
| -------------- | ------ | ------ | ----------- |
|                |        |        |             |
| Danemarca 2020 |        |        |             |
| România        | 2      | -      |             |

| Sezon                | Echipă | Goluri |
| -------------------- | ------ | ------ |
|                      |        |        |
| 2018-19 (Calificări) |        |        |
| SCM Craiova          | 4      |        |

| Sezon       | Echipă | Goluri |
| ----------- | ------ | ------ |
|             |        |        |
| 2015-16     |        |        |
| SCM Craiova | -      |        |

| Sezon       | Echipă | Goluri |
| ----------- | ------ | ------ |
|             |        |        |
| 2017-18     |        |        |
| SCM Craiova | 47     |        |
|             |        |        |
| 2018-19     |        |        |
| SCM Craiova | 7      |        |
|             |        |        |
| 2019-20     |        |        |
| SCM Craiova | 21     |        |